# Stichting Aanpak Voertuigcriminaliteit
Stichting Aanpak Voertuigcriminaliteit (AVc) is een samenwerkingsverband van verschillende publieke en private organisaties met het doel om criminaliteit in de vervoerssector zo goed mogelijk te bestrijden. De stichting is in 1997 met haar activiteiten begonnen.
AVc richt haar aandacht op alle gekentekende voertuigen zoals auto en bromfiets, maar ook op fietsen, werkmaterieel, pleziervaartuigen, ladingdiefstallen en diefstal uit en vanaf voertuigen. 
Stichting Aanpak Voertuigcriminaliteit werkt volgens een door de deelnemende partijen vastgesteld programma. Het programmabureau van het AVc bereidt projecten en activiteiten voor en coördineert de uitvoering door medewerkers van de samenwerkende organisaties. Voorbeelden van projecten zijn: voertuigvolgsystemen, katvangers, bedrijfserkenningen, havens, fietsdiefstal, transportcriminaliteit. De activiteiten van AVc worden gefinancierd door de deelnemers.
AVc komt regelmatig in de publiciteit door het bekendmaken van voertuigdiefstalcijfers. 

## Deelnemers
De stichting is een samenwerkingsvorm van de volgende organisaties:
- Publieke deelnemers
  - Ministerie van Justitie en Veiligheid
  - RDW, Centrum voor voertuigtechniek en informatie
  - Raad van Hoofdcommissarissen van Politie
  - Openbaar Ministerie
- Private deelnemers
  - Verbond van Verzekeraars
  - ANWB
  - RAI Vereniging
  - BOVAG
  - Transport en Logistiek Nederland TLN
  - Auto Recycling Nederland ARN (geassocieerd lid)

Het Ministerie van Infrastructuur en Milieu (Verkeer en Waterstaat) is niet als deelnemer betrokken bij AVc, maar als adviseur.